# Gavit

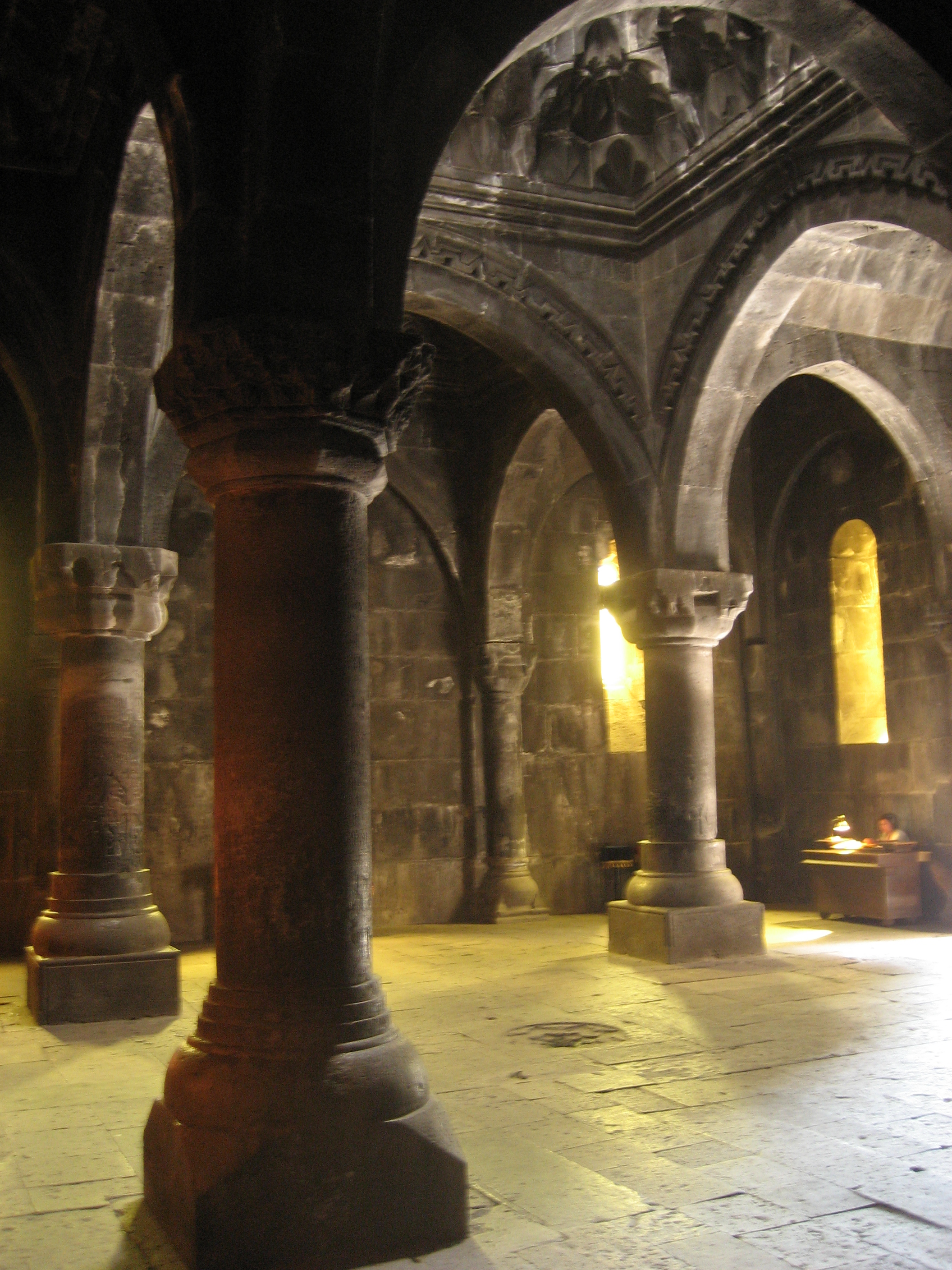
Gavit del Monastero di Geghard in Armenia

Il gavit (in armeno Կավիտ?) è una sorta di nartece che si trova esclusivamente nell'architettura armena. 
Si trova spesso adiacente al lato occidentale della chiesa nei complessi monasteriali armeni medioevali. 
Oltre a servire come ingresso alla chiesa, poteva fungere anche da sala di riunione.

## Storia
Il gavit apparve tra i secoli X e XI. I primi erano situati nel sud del Armenia, nella regione di Syunik. Il tipo di costruzione cambiò nel corso dei secoli XII e XIV, come testimoniano i monasteri di Saghmosavank e di Hovhannavank. 
I gavit gradualmente cessarono di essere costruiti con la fine del Medio Evo.

## Struttura
Ci fu una evoluzione nello stile dei gavit, diversi tra loro quanto a raffinatezza e in base alla data di costruzione.
La prima forma di gavit consisteva in sale oblunghe con volte sorrette da archi doppi. Al centro vi era un erdik, una sorta di lanterna per la luce. 
Questa forma di gavit venne sostituita da un ambiente quadrato, con quattro colonne ed una copertura divisa in nove sezioni, dotata di una cupola al centro.
Infine, l'ultima versione di Gavit non aveva colonne, ma una copertura con archi a crociera.

## Galleria d'immagini

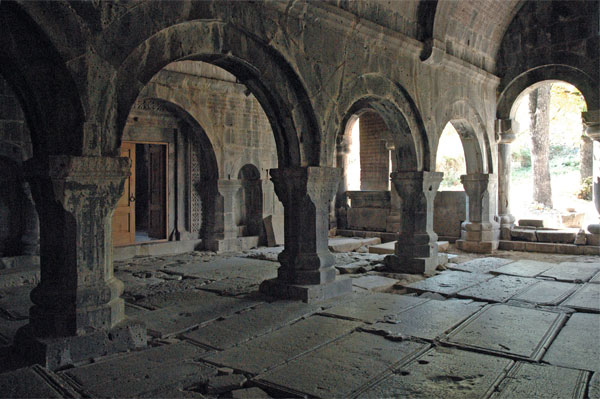
Gavit del primo stile, Sanahin, Sourp Astvatsatsin.
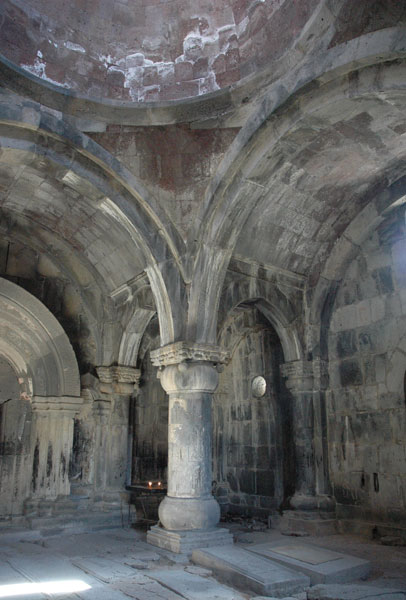
Gavit del secondo stile, Sanahin, Sourp Amenakrpitch.
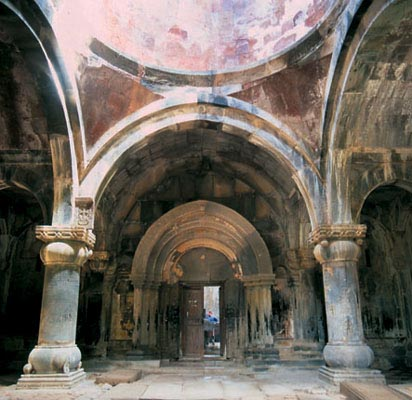
Gavit del secondo stile, Hovhannavank.